# Porto di Marina di Cecina
Il porto di Marina di Cecina è il porto dell'omonima località balneare del comune di Cecina.

## Storia
Il porto venne fondato nel 1960 come "Circolo Nautico Foce Cecina".
Nel 1990 fu istituita una società allo scopo di realizzare un vero e proprio porto turistico, il cui progetto prese avvio un decennio più tardi.
Nel 2011 sono stati avviati i lavori per l'ampliamento dell'infrastruttura, che tuttavia hanno suscitato dibattito tra la cittadinanza e l'opposizione di associazioni ambientaliste.

## Caratteristiche
Il porto turistico, situato sul mar Ligure, si trova alla foce del fiume Cecina e, al 2004, era costituito da una serie di pontili per un totale di circa 650 posti, dei quali almeno 15 riservati ai natanti in transito di lunghezza non superiore ai 12 metri.
Nell'area portuale erano garantiti i servizi di rifornimento di carburante, travel lift, gru e riparazioni a vari tipi di scafi, motori compresi.
L'accesso al porto-canale risultava pericoloso in caso di libeccio e nelle ore notturne, a causa dei fondali modesti.
Con la realizzazione del nuovo porto, i cui lavori risultano ancora in corso (2015), sono previsti oltre 800 posti barca per imbarcazioni da 8 a 40 metri, 1.100 metri quadrati di spazi dedicati alla cantieristica e un rimessaggio per 400 imbarcazione fino a 9 metri, oltre a padiglioni espositivi per la nautica.